# Gatton-Nationalpark
Der Gatton-Nationalpark (englisch Gatton National Park) ist ein 426 Hektar großer Nationalpark in Queensland, Australien.

## Lage
Er liegt in der Region Darling Downs etwa 75 Kilometer westlich von Brisbane und 35 Kilometer östlich von Toowoomba. Die nächstgelegene Stadt ist Gatton. Von hier erreicht man den Park über die Woodlands Road Richtung Süden, den man nach etwa 6 Kilometern passiert. Im Park gibt es lediglich Forststraßen, es existieren keine Besuchereinrichtungen.
In der Nachbarschaft liegen die Nationalparks Lockyer, D’Aguilar und Main-Range.

## Flora und Fauna
Der Nationalpark schützt bis zu 200 Meter hoch gelegenen trockenen Regenwald und offenen Eukalyptuswald.
Über 50 verschiedene Vogelarten sind im Park heimisch. Besonders häufig zu beobachten sind der Weißkinn-Honigschmecker (Melithreptus albogularis), der Streifen-Panthervogel (Pardalotus striatus), der Graubrust-Dickkopf (Colluricincla harmonica) und der Rotrücken-Staffelschwanz (Malurus melanocephalus). Daneben leben
Fleckenpythons (Antaresia maculosa), Feuerschwanz-Skinke (Morethia taeniopleura) und Kleine Schmalfußbeutelmäuse (Sminthopsis murina).